# Ренийдигерманий
Рѐнийдигерма́ний — бинарное неорганическое соединение, интерметаллид
рения и германия
с формулой Ge2Re,
кристаллы.

## Получение
- Сплавление стехиометрических количеств чистых веществ под давлением:

{\displaystyle {\mathsf {Re+2Ge\ {\xrightarrow {1132^{o}C}}\ Ge_{2}Re}}}

## Физические свойства
Ренийдигерманий образует кристаллы моноклинной сингонии, параметры ячейки a = 0,9205 нм, b = 0,3108 нм, c = 0,8032 нм, β = 120,7°, Z = 4,
структура типа осмийдигермания Ge2Os или диарсенида ниобия NbAs2
.
В некоторых работах соединению приписывают состав Re3Ge7
.
Соединение образуется по перитектической реакции при температуре 1132 °C .